# 天主教阿靈頓教區
天主教阿靈頓教區（拉丁語：Dioecesis Arlingtonensis）是美國一個羅馬天主教教區，屬巴爾的摩總教區。成立於1974年5月28日。
教區範圍包括維吉尼亞州北部廿一縣、七市，教座位於阿靈頓。2013年有教友453,916人（佔轄區總人口15.1%）、六十七個堂區、249名司鐸。現任教區主教為迈克尔·F·伯比奇。

## 教区范围
阿灵顿教区包括北弗吉尼亚21个县和7个独立市： 
| - 县 ： - 阿灵顿 - 克拉克 - 庫爾佩珀縣 - 费尔法克斯 - 福基尔 - 弗雷德里克 - 乔治王 - 兰开斯特 - 劳登 - 麦迪逊 - 诺森伯兰 - 奧蘭治 - 佩奇 - 威廉王子 - 拉帕汉诺克 - 里士满 - 謝南多厄 - 斯波特夕法尼亚 - 斯塔福德 - 沃伦 - 威斯特摩兰 | - 城市 ： - 亚历山德里亚 - 费尔法克斯 - 瀑布教堂 - 弗雷德里克斯堡 - 马纳萨斯 - 马纳萨斯公园 - 温彻斯特 |